# Berliner Höhenweg
Der Berliner Höhenweg ist ein hochalpiner Rundwanderweg in den Zillertaler Alpen, im österreichischen Bundesland Tirol, ausgehend von Mayrhofen, der zahlreiche Hütten auf einer Länge von etwa 70 km (auf die Ebene projiziert) verbindet. Heute wird der Weg zusammen mit dem Aschaffenburger Höhenweg als Zillertaler Runde von den Alpenvereinen und Tourismusorganisationen beworben.

## Geschichte
Als in der zweiten Hälfte des 19. Jahrhunderts das Interesse an der wissenschaftlichen Erschließung der Alpen immer größer wurde und die neu gegründeten, vorwiegend akademisch geprägten Alpenvereine begannen, Schutzhütten mit den dazu notwendigen Zustiegswegen zu erbauen, entstand auch der Wunsch, diese teils sehr hochgelegenen Hütten untereinander zu verbinden. Oft wurden dazu bereits vorhandene Pfade der Jäger und Schmuggler verwendet.
In den Zillertaler Alpen war besonders die Sektion Berlin des Deutschen und Österreichischen Alpenvereins (DuOeAV) aktiv und errichtete unter anderem ab 1879 die Berliner Hütte. Schon 1889 wurde ein hochalpiner Steig über das Schönbichler Horn (3133 m ü. A.) zum damals neuen Furtschaglhaus fertiggestellt, der aus zahllosen zum Teil bearbeiteten Platten aus den vor Ort vorhandenen Gesteinen Granit und Gneis besteht. Die Sektion Berlin beauftragte für die Anlage dieses Weges einheimische Arbeiter. Dieses Teilstück mit einem Höhenunterschied von 1060 Metern war die Keimzelle des späteren Berliner Höhenweges.
Nachdem im Jahr 1901 die Sektion Berlin die Olpererhütte und die seit 1945 zerstörte Rifflerhütte von der Sektion Prag übernommen hatte, entstanden weitere hochgelegene Verbindungswege. Das 1931 fertiggestellte Friesenberghaus war dann ab 1945 jahrzehntelang Endpunkt des Weges Richtung Nordwesten. Auf der Etappe von der Olpererhütte zum Furtschaglhaus wurde der Weg durch den Schlegeisgrund durch den 1965–73 errichteten Schlegeisspeicher geflutet. Pläne, einen neuen Steig über den Greiner Kamm zu bauen, ließen sich nicht realisieren; stattdessen führt der Weg nun auf einer Fahrstraße am Stausee entlang. Erst 1968 begann man mit dem Teilstück Friesenberghaus-Gamshütte. Die Anlage des 14 km langen Weges durch teilweise schwieriges Gelände, besonders in den steinschlaggefährdeten Rinnen südöstlich des Hohen Rifflers dauerte acht Jahre. Die Einweihungsfeier fand im Juli 1976 statt, laut Zeitzeugen bei Kälte und Schnee.

## Etappen
Etappenbeschreibung und Höhenprofile des Weges:

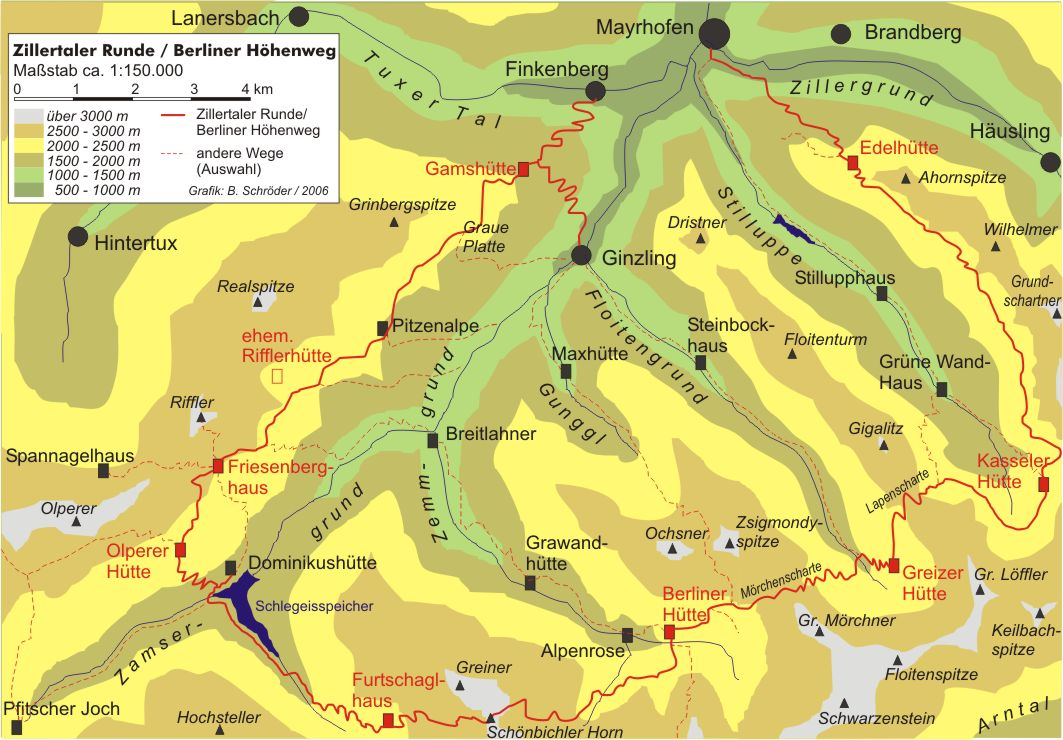
Berliner Höhenweg, Übersicht

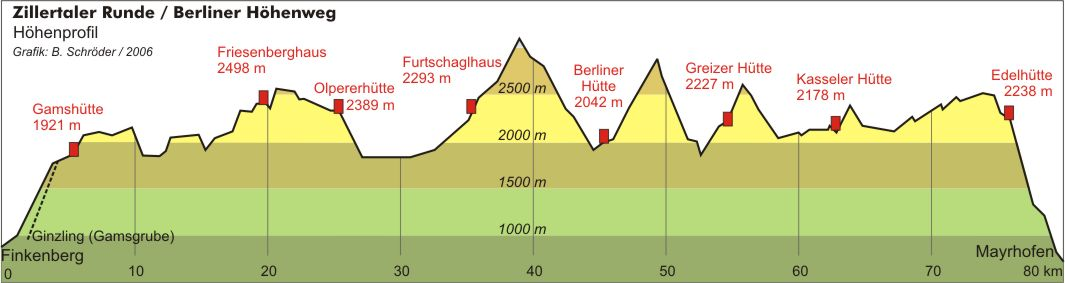
Höhenprofil des Weges

- Finkenberg (785 m) – Gamshütte (1916 m)

Über den Hermann-Hecht-Weg erreicht man die Gamshütte. Aufstieg 1000 m, Gehzeit ca. 3 Stunden
- Gamshütte – Friesenberghaus (2477 m)

Diese Etappe ist mit 14 km die längste und anspruchsvollste. Der Weg, der auf etwa 2000 m Höhe verläuft, ist südwest-exponiert, was im Hochsommer maximale Sonneneinstrahlung bedeutet. Wird wenig begangen, Aufstieg 1100 m, Abstieg 700 m, Gehzeit ca. 9 Stunden
- Friesenberghaus – Olpererhütte (2389 m)

Kürzeste Etappe, Aufstieg 150 m, Abstieg 250 m, Gehzeit ca. 2 Stunden
- Olpererhütte – Furtschaglhaus (2295 m)

Diese Etappe des Weges führt entlang des Schlegeisspeichers auf einer Fahrstraße südöstlich in Richtung Furtschaglboden. Abstieg 600 m, Aufstieg 500 m, Gehzeit ca. 4 Stunden
- Furtschaglhaus – Berliner Hütte (2040 m)

Am Schönbichler Horn wird mit 3133 m die höchste Stelle des Berliner Höhenweges erreicht. Im Gipfelbereich sind Drahtseilversicherungen als Steighilfen vorhanden. Diese Etappe ist teilweise ausgesetzt und anspruchsvoll. Aufstieg 900 m, Abstieg 1060 m, Gehzeit ca. 6 Stunden
- Berliner Hütte – Greizer Hütte (2226 m)

Über die Mörchnerscharte (2872 m, Sicherungsseile, kurze Leiter) hinab zum Floitengrund dann hinauf zur Greizer Hütte. Aufstieg 1200 m, Abstieg 1100 m, Gehzeit 7 Stunden
- Greizer Hütte – Kasseler Hütte (2177 m)

Über die Lapenscharte, hinab ins Lapenkar, zur Elsenklamm (Seilversicherung) ziemlich eben zur Kasseler Hütte (der Weg über die Schuhscharte, auf manchen Wanderkarten noch eingezeichnet, ist durch einen Bergsturz nicht mehr begehbar, Absturzgefahr). Aufstieg 650 m, Abstieg 700 m, Gehzeit 5 Stunden.
- Kasseler Hütte – Edelhütte (2237 m)

Über den Siebenschneidenweg, wegen der sieben zu überquerenden Grate so genannt, 14 km bis zur Edelhütte, zwischendurch eine kurze Seilversicherung und Eisenstifte als Tritte an einer ausgesetzten Stelle. Aufstieg 800 m, Abstieg 750 m, Gehzeit 9 Stunden
- Abstieg nach Mayrhofen

Entweder mit der Seilbahn (Ahornbahn), Abstieg von der Edelhütte 300 m, oder zu Fuß über die Föllenbergalpe und dem Gasthaus Alpenrose nach Mayrhofen, Abstieg 1600 m

## Anforderungen
Eine Begehung des Weges erfordert Trittsicherheit und Schwindelfreiheit in hochalpinem Gelände, Orientierungsvermögen besonders bei Nebel, überdurchschnittliche Kondition und eine angepasste Bergwanderausrüstung. Die angegebenen Gehzeiten sind Richtwerte für trockenes Wetter. Bei Glätte oder Nässe muss mit einem erheblich höheren Zeitaufwand gerechnet werden. Am späten Nachmittag können Bachüberquerungen problematisch sein, weil durch die stärkere Sonneneinstrahlung mehr Gletscherschmelzwasser abfließt.
Die beste Zeit für den Berliner Höhenweg ist von Mitte Juli bis Mitte September. Die Hütten sind bei gutem Wetter von Mitte Juni bis Ende September geöffnet. Stark geneigte Schneefelder können jedoch bis in den Juli hinein gefährliche Hindernisse darstellen.

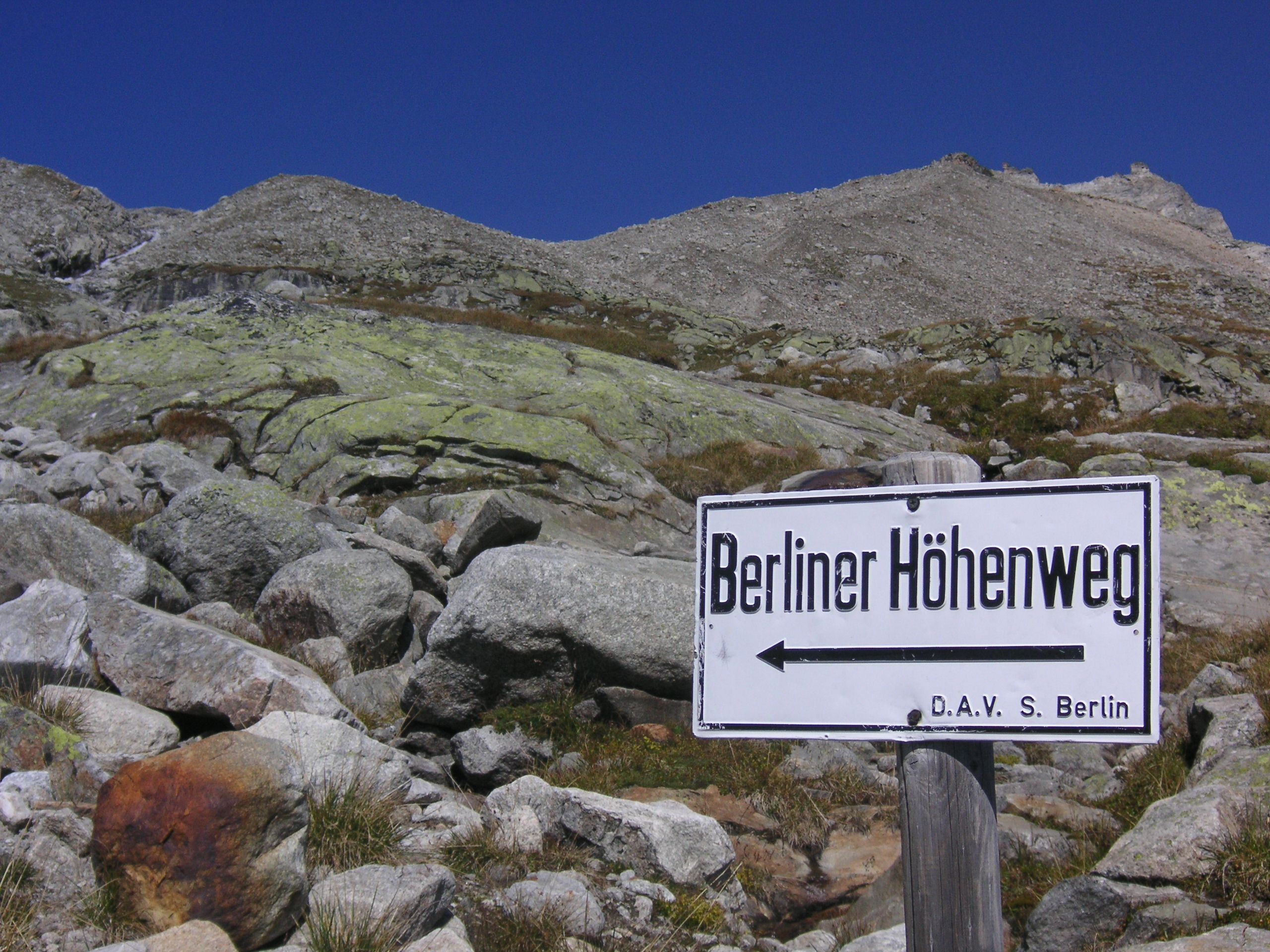
Wegweiser
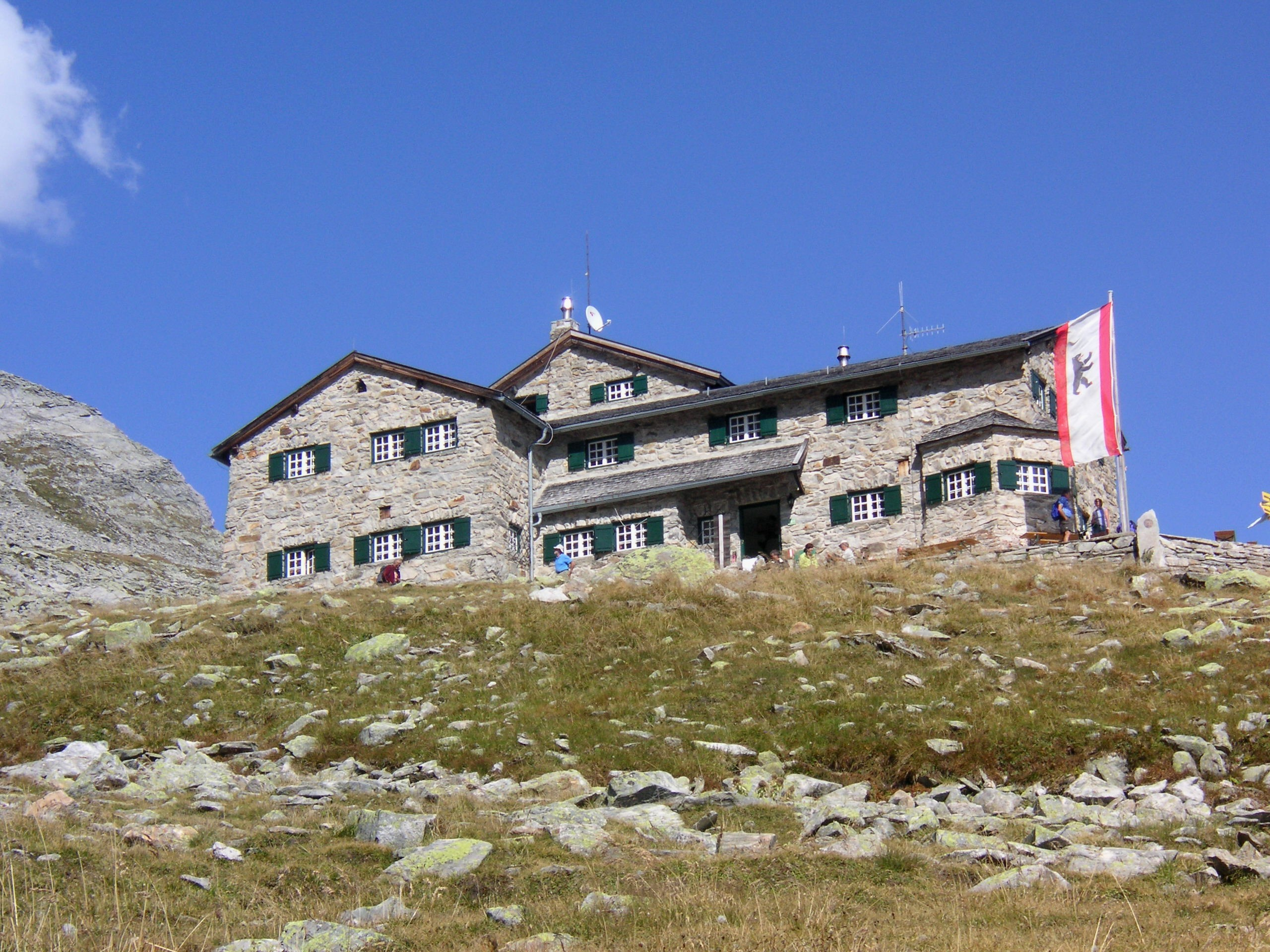
Friesenberghaus
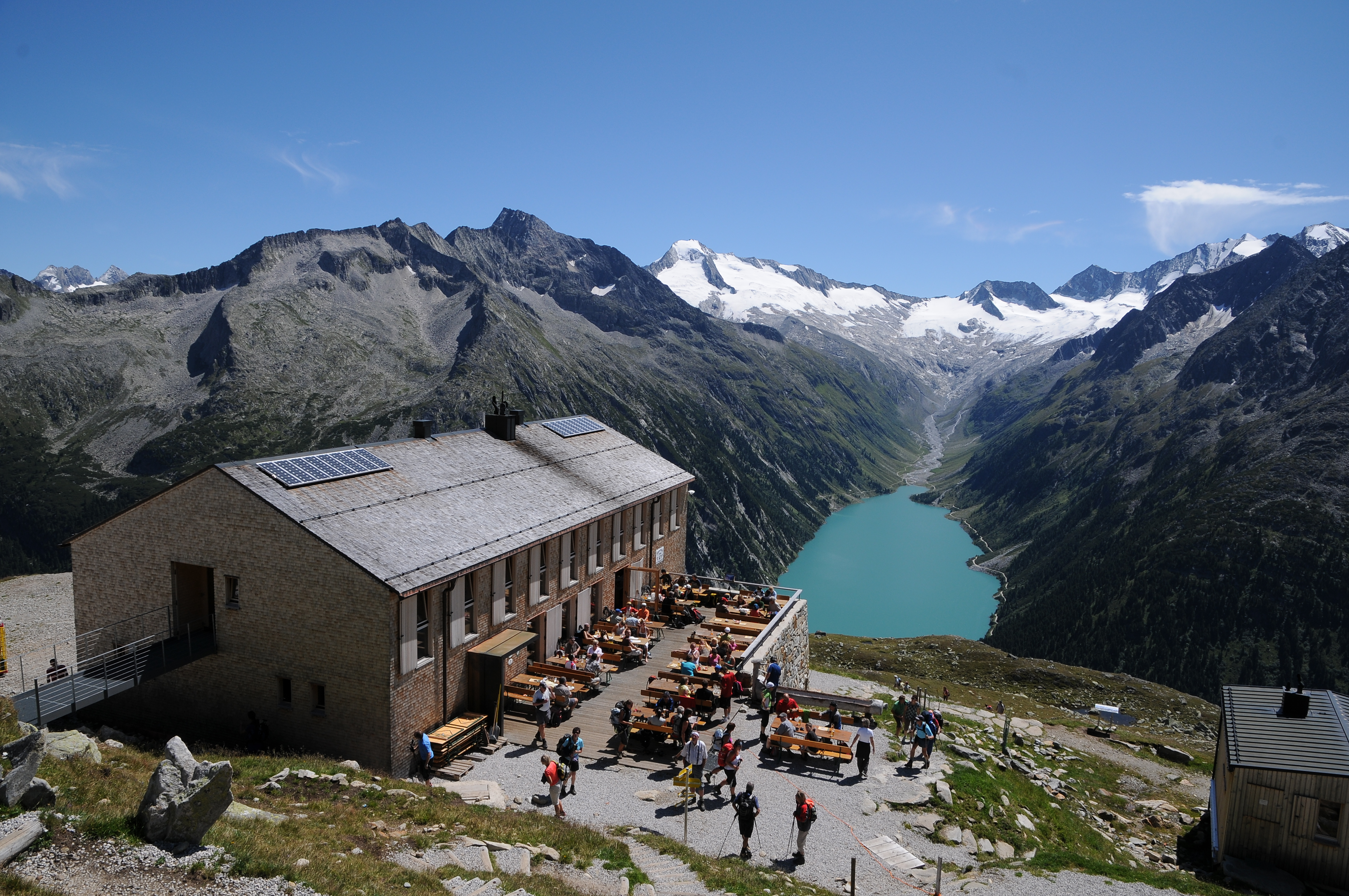
Olpererhütte
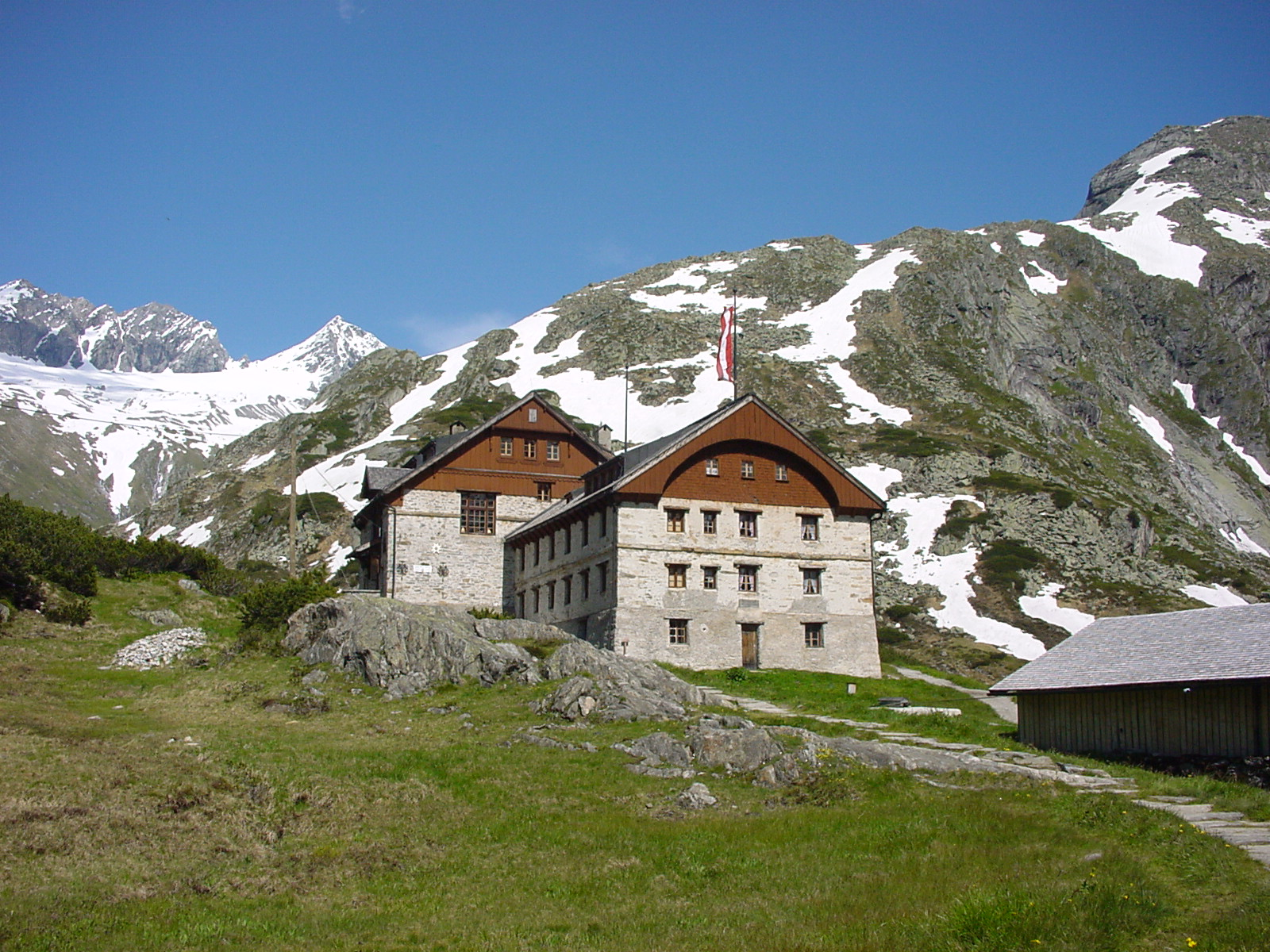
Berliner Hütte
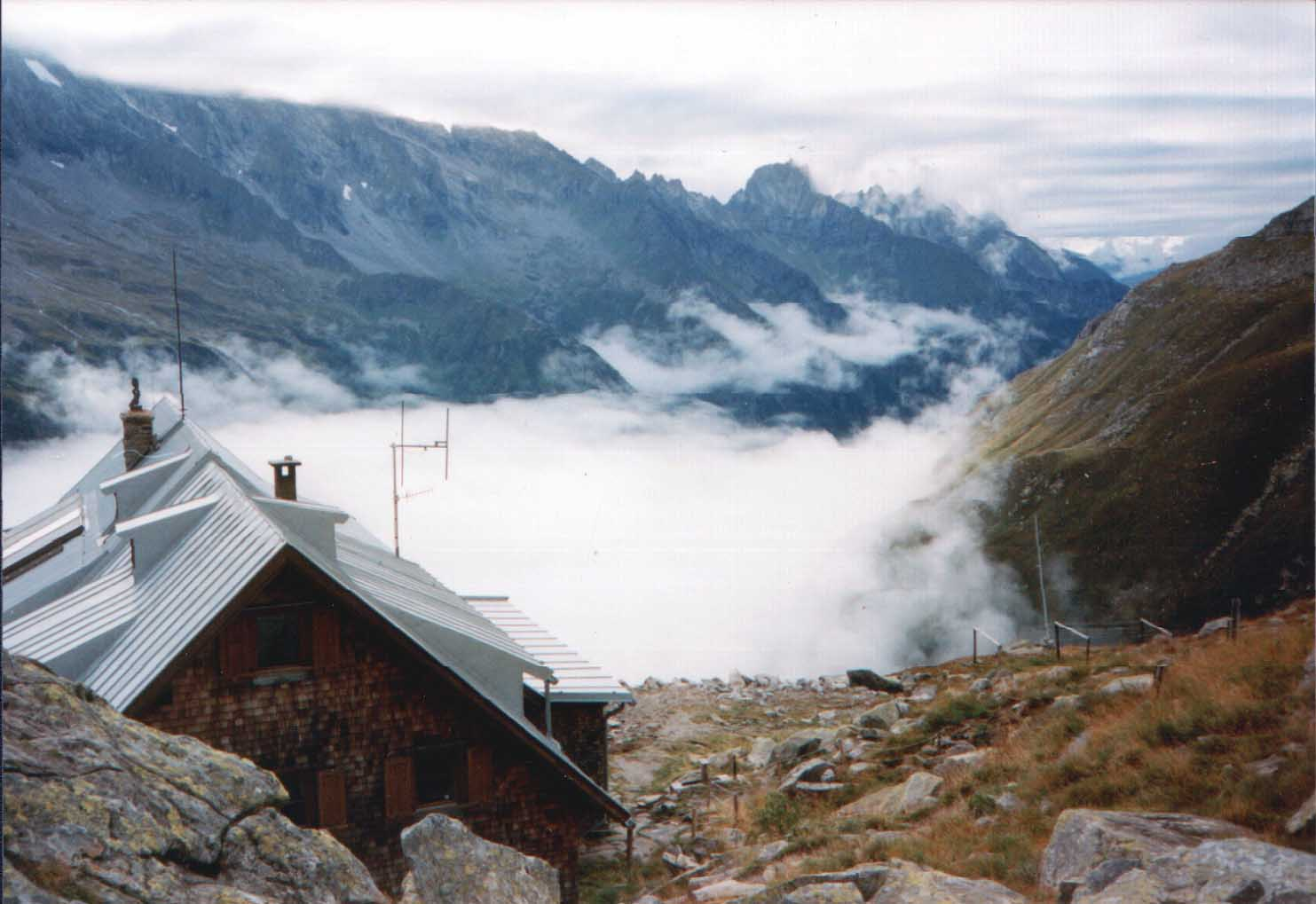
Kasseler Hütte

## Wanderkarten und Literatur
- Alpenvereinskarten 1:25.000, Blätter 35/1 und 35/2
- Heinrich und Walter Klier, Alpenvereinsführer Zillertaler Alpen, München, 1996, ISBN 3-7633-1269-2